# Capilla Colleoni

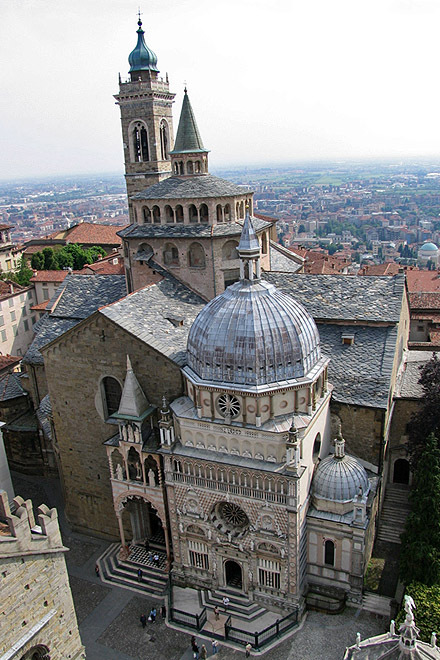
Capilla Colleoni.

La capilla Colleoni es una capilla/mausoleo en la ciudad italiana de Bérgamo.
Está dedicada a los santos Bartolomé, Marcos y Juan el Bautista y fue construida entre 1472 y 1476 como mausoleo propio por Bartolomeo Colleoni, miembro de una de las familias más importantes de la ciudad, y también como mausoleo de su hija, Medea. El lugar escogido fue la sacristía de la cercana iglesia de Santa María la Mayor, demolida por los soldados de Colleoni.
El diseño fue encargado a Giovanni Antonio Amadeo cuyos planos respetaban el estilo de la iglesia, algo que puede verse en el tambor octogonal de la cúpula así como en los mármoles policromados.

## Edificio
La fachada se caracteriza por el uso de decoraciones en forma de rombo realizadas en mármol policromado de colores blanco, rojo y negro. Sobre el portal principal está el rosetón, flaqueado por dos medallones con retratos de Julio César y Trajano.
La parte más alta de la base tiene nueve filas de relieves con historias bíblicas y cuatro bajorrelieves representando la vida de Hércules. Las cuatro pilastras de las ventanas que flanquean el portal están coronadas por estatuas que representan a las cuatro virtudes. La parte más alta de la fachada tiene una logia de estilo románico,

### Interior

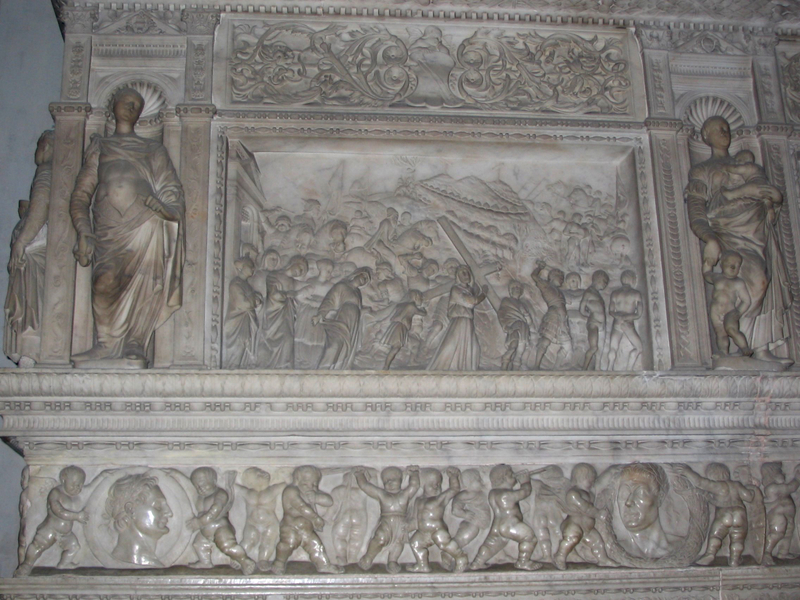
Detalle del sarcófago de Colleoni.

El interior incluye una sala cuadrada y una pequeña habitación en la que se encuentra el altar principal. La tumba de Bartolomeo Colleoni (que murió el 2 de noviembre de 1475) está en la pared frente a la entrada. Está decorada con relieves de la historia de Jesús, estatuas, cabezas de leones y una estatua ecuestre del condotiero en madera dorada, realizada por un maestro alemán de Núremberg en 1501. Todo el recinto está rodeado por un arco de triunfo.
Amadeo fue también el encargado de realizar el monumento funerario de Medea Colleoni (fallecida el 6 de marzo de 1470). Está situado en la pared izquierda y tiene una estatua de la Piedad en un altorrelieve. La tumba se encontraba en Urgnano hasta que en 1892 se trasladó a esta ubicación.
El presbiterio tiene un altar mayor esculpido por Bartolomeo Manni en 1676 con estatuas de los tres santos titulares del templo.
Son destacables los frescos de la cúpula, que relatan episodios de la vida de san Marcos, san Juan Bautista y san Bartolomé, realizados por Giovanni Battista Tiepolo entre 1732 y 1733.

### Los restos del condotiero
Durante siglos se creyó que los restos de Colleoni estaban enterrados en otro lugar y que el sarcófago estaba vacío. Sin embargo, el 21 de noviembre de 1969 se descubrió la tumba de Colleoni en un ataúd de madera, escondido en un doble fondo del sarcófago.